# Sydlige Trekant
Sydlige Trekant (Triangulum Australe) er et stjernebillede på den sydlige himmelkugle.